# Disembolus convolutus
Disembolus convolutus là một loài nhện trong họ Linyphiidae. Loài này được phát hiện ở Hoa Kỳ.